# 大道寺為久
大道寺 為久（だいどうじ ためひさ）は、江戸時代前期の弘前藩家老。

## 生涯
陸奥国弘前藩2代藩主・津軽信枚の七男（または十一男）として誕生。
重臣・大道寺直英の養子・直秀が急死したため、寛永17年（1640年）11月に直秀の娘の喜久を娶り、直英の婿養子となる。同時に弘前藩家老となり、家督と知行1000石を継いだ。のち1300石。
正保4年（1647年）、藩主・津軽信義の排斥事件（正保の騒動）に関わり、長兄・信義を排除し次兄・信英を擁立しようとした咎で、家禄没収の上で大俵村に蟄居させられた。万治3年（1660年）、許されて大道寺に復姓する。城番となり、寛文10年（1670年）には城代となる。
延宝2年（1674年）、城内の宴会で中毒死した。
嫡男・繁清が家禄と家老職を継いだ。

## 系譜
- 父：津軽信枚（1586-1631）
- 母：不詳
- 養父：大道寺直英（1552-1642）
- 正室：喜久 - 大道寺直秀娘
  - 嫡男：大道寺繁清（1657-1701）